# 努斯多夫-德班特
努斯多夫-德班特是奥地利蒂罗尔州利恩茨县的一个市镇。总面积53.44平方公里，总人口3227人，人口密度60.4人/平方公里（2011年）。